# Pierre Berriau
 (octobre 2023).
Si vous disposez d'ouvrages ou d'articles de référence ou si vous connaissez des sites web de qualité traitant du thème abordé ici, merci de compléter l'article en donnant les références utiles à sa vérifiabilité et en les liant à la section « Notes et références ».
 (octobre 2023).
Pierre Berriau est un acteur français né le 19 juin 1961 à Nantes.
Il est élève au Conservatoire d'art dramatique de Nantes de 1978 à 1981 puis au Conservatoire national d'art dramatique de Paris de 1983 à 1986. 

## Cinéma
- 1986 : Les Fugitifs de Francis Veber
- 1993 : Grand Bonheur de Hervé Le Roux : Paul
- 1997 : Marion de Manuel Poirier : le père de Marion
- 1997 : Sinon, oui de Claire Simon : Gaultier
- 1998 : Vivre au paradis de Bourlem Gerdjou : le médecin
- 1998 : Retiens la nuit de Dominique Cabrera
- 1999 : Mille bornes d'Alain Beigel : Théo
- 1999 : Ça c'est vraiment toi de Claire Simon
- 1999 : Nadia et les Hippopotames de Dominique Cabrera : Gérard
- 2000 : Faites comme si je n'étais pas là d'Olivier Jahan : Simon
- 2000 : Sauve-moi de Christian Vincent : Marc
- 2000 : Laissez-passer de Bertrand Tavernier : Mickey
- 2001 : Le Petit Poucet d'Olivier Dahan : le père de Poucet
- 2001 : On appelle ça... le printemps d'Hervé Le Roux : Paul
- 2001 : Va petite ! d'Alain Guesnier
- 2001 : A+ Pollux de Luc Pagès
- 2002 : Mille millièmes, fantaisie immobilière de Rémi Waterhouse : Xavier Vareau
- 2002 : Pas sage de Lorraine Groleau
- 2003 : Les Mains vides de Marc Recha : Yann
- 2003 : Le Temps du loup de Michael Haneke :l’homme du chalet
- 2006 : Les Brigades du tigre de Jérôme Cornuau : Raymond la science
- 2006 : Barrage de Raphaël Jacoulot : le voisin
- 2007 : Scorpion de Julien Seri : Barros
- 2012 : Les Adieux à la reine de Benoît Jacquot
- 2015 : La Fille du patron d'Olivier Loustau : Frano
- 2016 : Cessez-le-feu d'Emmanuel Courcol
- 2018 : L'Amour flou de Romane Bohringer et Philippe Rebbot : Tonton Râ

## Courts et moyens métrages
(octobre 2023).
- 1986 : On va au cinéma de Dominique Moll
- 1986 : Pauline Epaulette de Stephanie Demareuil
- 1986 : Swing Zaz de Françoise Cleach
- 1986 : Tentation de P.F. Bertrand
- 1989 : Rue ouverte de Michel Spinoza
- 1989 : L'Éternelle Idole de Gilles Bourdos
- 1990 : L'Auberge de Pascal Bouchez
- 1990 : La Mort des autres de David Delrieux
- 1991 : Relâche de Gilles Bourdos
- 1991 : Les Oubliés de Philippe Liégeois
- 1997 : Jour de chance de Roger Walter
- 1998 : La Vie sauve d'Alain Raoust
- 1998 : Pierre Daura d'Agnès de Sacy
- 1999 : Le Chien vert de Jean-Luc Simon
- 1999 : Le Pourboire ou la Pitié de Myriam Aziza
- 2002 : En miettes de Eve Guilloux
- 2002 : Romantika de Louisa Barbari
- 2006 : Maël fume de François Brunet
- 2006 : Semaine sainte de Julie Flament
- 2007 : Recrue d'essence de Colas et Mathias Rifkiss
- 2009 : Petite révolution de François Brunet
- 2010 : Les Dix Dernières Minutes de Colas et Mathias Rifkiss
- 2010 : Face à la mer d'Olivier Lousteau
- 2017 : Journalistes de Caroline Proust et Étienne Saldes
- 2017 : Supermarket de Pierre Dugowson

## Télévision
(1989).
- 1989 : Le Neuvième Jour de David Delrieux
- 1989 : Le Vagabond de la Bastille de Michel Andrieux
- 1991 : Série Imogène dégaine de Thierry Chabert
- 1998 : Docteur Sylvestre de Christiane Le Hérissey
- 1999 : L'ami de Patagonie d'Olivier Langlois
- 2002 : Avocats et associés de Christian Bonnet
- 2003 : Maigret et le docteur de Claudio Tonnetti
- 2004 : En quarantaine de Christian Bonnet
- 2007 : Reporters de Gilles Bannier
- 2008 : Reporters de Jean-Marc Brondolo
- 2008 : Tirez sur le caviste d'Emmanuelle Bercot
- 2008 : série Un Flic de Patrick Dewolf
- 2008 : Boulevard du palais de Christian Bonnet
- 2008 : Engrenages de Philippe Hénault
- 2009 : Pas de politique à table de Valérie Minetto
- 2010 : Le Vieux -série Les Maupassant- de Jacques Santamaria
- 2011 : Bienvenue aux Edelweiss, série de Philippe Proteau
- 2014 : Ainsi soit-il (saison 2) de Rodolphe Tissot
- 2015 : Les voisins (série)
- 2016 : Chefs de Clovis Cornillac
- 2017 : Prof T, série de Nicolas Cuche
- 2020 : Une mort sans importance de Christian Bonnet

## Théâtre
- 1982 : L'Impromptu de Versailles adapté de Molière, mise-en-scène Jacques Couturier - MCLA Nantes
- 1984 : Le 7e sceau d'Ingmar Bergman, mise-en-scène François Kergourlay - Conservatoire de Paris
- 1985 : Les Boulingrins de Georges Courteline, mise-en-scène Jean-Pierre Miquel - Conservatoire de Paris, tournée Africaine
- 1985 : Sur la grand route d'Anton Tchekhov, mise-en-scène d'Olivier Cruveiller - Conservatoire de Paris
- 1986 : Les Fourberies de Scapin de Molière, mise-en-scène Jacques Echantillon - Escalier d'Or Paris, tournée
- 1987 : On achève bien les chevaux de Horace Mc Coy, mise-en-scène de Micheline Kahn - Cirque d'hiver Paris, tournée
- 1988 : La Fausse Suivante de Marivaux, mise-en-scène d'Eric Sadia, théâtre de Chateauroux
- 1988 : Trente ans, création de Guillaume Hasson - Théâtre Arc-en-ciel Rungis - festival Avignon
- 1989 : Éclats, création de Catherine Anne - festival IN Avignon, théâtre Paris-Villette
- 1990 : Capitaine des sables de Jorge Amado, mise-en-scène Paolo Pontvianne, Paris
- 1990 : Tchekhov d'Alexandre Kaliaguine, théâtre des Amandiers, Nanterre
- 1991 : Le Sang chaud de la terre de Christophe Huysmans, mise-en-scène de Robert Cantarella - théâtre du Merlan Marseille, Paris
- 1991 : La Question d'Henri Allègue, mise-en-scène d'Abdel Baki Boumaza - Centre Beaubourg Paris, tournée
- 1992 : La Vie parisienne de Jacques Offenbach, mise-en-scène Alain Françon - théâtre du Huitième Opéra de Lyon, tournée
- 1993 : La Remise de Roger Planchon, mise-en-scène Alain Françon - théâtre des Amandiers Nanterre, tournée
- 1995 : Pièces de guerre d'Edouard Bond, mise-en-scène Alain Françon - Festival IN Avignon, Odéon Paris
- 1995 : Poésies belges de F. Berriau-Pahud et Pierre Berriau, France Culture Nancy
- 1996 : Peines d'amour perdues de W. Shakespeare, mise-en-scène de Laurent Pelly, Odéon Paris, tournée européenne
- 1996 : Pop et Fausty de F. Berriau-Pahud, mise-en-scène Pierre BERRIAU, théâtre jeunesse, tournée Pays de Loire
- 1997 : Petits rôles de Noëlle Renaude, mise-en-scène Eric Elmosnino, Comédie de Picardie, tournée
- 1998 : Objets d'amour, création de Claire Simon, théâtre de la Commune Aubervilliers
- 2005 : L'Âge d'or de Feydeau - mise-en-scène de Claudia Stavisky, théâtre des Célestins Lyon
- 2006 : Quelqu'un va venir de Jon Fosse, mise-en-scène de Jérémie Lippman - théâtre Nogent sur Marne
- 2007 : Hôtel du libre échange de Feydeau, mise-en-scène Alain Françon - théâtre de la Colline Paris
- 2009 : L'Affaire de la rue de Lourcine de Labiche, mise-en-scène Jérémie Lippman, théâtre Pépinière Paris
- 2010 : Les Voix de la Gare du Nord, création de Claire Simon, Paris
- 2011 : L'Ouest solitaire de Martin Mc Donagh, mise-en-scène de Ladislas Chollat, théâtre Marigny Paris
- 2015 : Paroles du dedans, création d'Olivier Brune, prison et théâtre de Cergy Pontoise
- 2017 : Vu du pont d'Arthur Miller, mise-en-scène d'Ivo Van Hove, théâtre Odéon Atelier Berthier, tournée européenne
- 2022 : Desmosthène le jeune, création de Thierry Barbeau, tournée Pays de Loire
- 2023 : Un léger doute de Stéphane de Groodt, mise-en-scène Jérémie Lippman, théâtre de la Renaissance Paris

## Radio
- France Culture, émissions : Clair de nuit - Les nuits magnétiques - À voix nue - Les mardis du théâtre, mise-en-voix Jacques Couturier et Irène Omélianenko

## Auteur de théâtre
- 2021 : Feydeau, chambre 21, co-écrit avec Thierry Barbeau - édition Avant-scène théâtre[1]

## Auteur compositeur
- 2023 : Album Los Robbertson's[réf. nécessaire]